# 多萝西·汉思·安德森
多萝西·汉思·安德森（英語：Dorothy Hansine Andersen，1901年5月15日—1963年3月3日）是一位美国医生，她第一个确认了囊腫性纖維化并描述病情。
安德森出生于北卡罗来纳州阿什维尔，1922年她获得曼荷莲学院学士学位，1926年获得约翰·霍普金斯大学博士学位。她曾在羅徹斯特大學和哥倫比亞大學醫學院任教。后来在纽约的哥伦比亚大学医学中心婴儿医院工作。20世纪40年代她开展了囊腫性纖維化的诊断测试，还促进了心脏外科的培训和对营养学的研究。
1963年3月3日安德森因肺癌在纽约去世。
2002年安德森因为自己的科研工作而入选全国女性名人堂。